# Nazionale olimpica di calcio dell'Argentina
La Nazionale olimpica di calcio dell'Argentina è la rappresentativa calcistica dell'Argentina che rappresenta l'omonimo paese ai Giochi olimpici. È posta sotto l'egida della Federazione calcistica dell'Argentina. Ha vinto l'oro alle olimpiadi del 2004 e del 2008 e l'argento nel 1996.

## Storia

### Gli anni 1960
Ottenuto l'accesso a Roma 1960, l'Argentina si presentò al torneo con una squadra composta da molti elementi di giovane età (il più anziano era il difensore Pedro De Ciancio, con 22 anni). Quale commissario tecnico la Federazione scelse Ernesto Duchini, allenatore delle giovanili argentine dal 1954, che rimase in carica per svariati anni a venire.
La selezione fu inclusa nel girone 3 con Danimarca, Polonia e Tunisia. Il debutto avvenne il 26 agosto contro la Danimarca, allo Stadio Flaminio: gli europei ebbero la meglio per tre gol a due, grazie alla doppietta di Harald Nielsen. Il 29 agosto due marcature del diciottenne Juan Carlos Oleniak permisero alla Nazionale sudamericana di ottenere due punti a discapito della Tunisia; l'ultima gara vide ancora la rete di Oleniak (che segnò dunque in tutte e tre le partite disputate, avendo marcato anche contro la Danimarca), che aprì il 2-0 sulla Polonia, che risultò però ininfluente: la contemporanea vittorie della Danimarca sulla Tunisia fece andare avanti gli europei, che si classificarono primi a punteggio pieno. Quattro anni dopo la Nazionale vinse nuovamente il Pre-Olimpico, disputatosi, come nella precedente edizione, in Perù. 
A Tokyo 1964 la Federazione confermò la scelta di inviare calciatori di giovane età, con il ventiquattrenne Francisco Brandán quale elemento più anziano. Il gruppo D vide il forfait della Nazionale italiana, e si compose dunque di tre sole squadre: oltre all'Argentina, Ghana e Giappone. A Yokohama si tenne il primo incontro tra gli africani e i sudamericani, che terminò 1-1 grazie ai gol di Edward Acquah e Carlos Bulla, il centravanti del Rosario Central. Duchini aveva cambiato modulo rispetto ai precedenti Giochi, passando dal 2-3-5 al 4-3-3. Il secondo e ultimo match vide la vittoria dei giapponesi per 3-2, con gol di Sugiyama, Kawabuchi e Ogi; per l'Argentina fu Domínguez del River Plate a segnare entrambe le volte. Il Paese sudamericano dovette aspettare fino a Seul 1988 per vedere una propria Nazionale calcare il campo del torneo olimpico.

### Gli anni 1980 e 1990
Dopo più di venti anni di assenza, l'Argentina tornò a qualificarsi; per la verità, già a Mosca 1980 avrebbe potuto partecipare, grazie alla vittoria nel Pre-Olimpico, ma il boicottaggio di massa compromise la presenza a quei Giochi, e l'Argentina fu rimpiazzata dal Venezuela. Alle Olimpiadi sudcoreane non presero parte giocatori dall'età molto bassa, dato che tra i convocati figuravano diversi giocatori oltre i 25 anni (il più vecchio fu Rubén Agüero con 28 anni). La compagine, guidata da Carlos Pachamé, fu assegnata al gruppo C con l'Unione Sovietica, i padroni di casa della Corea del Sud e gli Stati Uniti. Il debutto avvenne il 18 settembre a Taegu contro gli statunitensi: a Windischmann rispose Alfaro Moreno e la gara si chiuse sull'1-1. La sconfitta contro l'URSS peggiorò la situazione dei sudamericani, che si trovavano con un solo punto in classifica; fu decisiva per la qualificazione la vittoria sulla Corea del Sud e il contemporaneo successo dell'Unione Sovietica sugli Stati Uniti. Sessanta anni dopo Amsterdam, l'Argentina tornava dunque a superare il turno preliminare e ad accedere alla fase a eliminazione diretta. I quarti videro contrapporsi due rivali, dato che all'Argentina venne messo di fronte il Brasile. I verde-oro ebbero la meglio, grazie alla rete di Geovani al 76º minuto.
Durante Barcellona 1992 venne introdotta la restrizione secondo la quale solo elementi Under-23 avrebbero potuto partecipare ai Giochi: l'Argentina, terza classificata nel gruppo B del Pre-Olimpico, non arrivò a disputare le Olimpiadi spagnole. Nel 1996, invece, grazie al secondo posto complessivo, la selezione ottenne l'accesso alla fase finale, in programma ad Atlanta, Georgia. Il CT Daniel Passarella partì per gli Stati Uniti con una squadra composta da pochi elementi della Nazionale maggiore e diversi giocatori sotto i 22 anni. L'Argentina vinse la prima partita del gruppo A con gli Stati Uniti per 3-1, e pareggiò contro Portogallo e Tunisia: così facendo, colse il primo posto (a pari merito con i lusitani) e si guadagnò l'ingresso ai quarti. Contrapposta alla Spagna, la formazione sudamericana vinse per 4-0 e passò in semifinale, ove ritrovò il Portogallo: questa volta, Hernán Crespo segnò due reti e permise alla propria squadra di raggiungere la finale. L'Argentina si ritrovò all'atto conclusivo della competizione a dover contendere l'oro olimpico alla Nigeria: passati in vantaggio con Claudio López, gli argentini si fecero rimontare da Babayaro; Crespo segnò al 50º e Amokachi replicò 24 minuti più tardi, e il torneo fu deciso dalla rete di Amuneke al 90º. All'Argentina andò dunque la seconda medaglia d'argento della sua storia, dopo quella ottenuta nel 1928 nei Paesi Bassi dalla Nazionale maggiore.

### Gli anni 2000: i due ori olimpici consecutivi

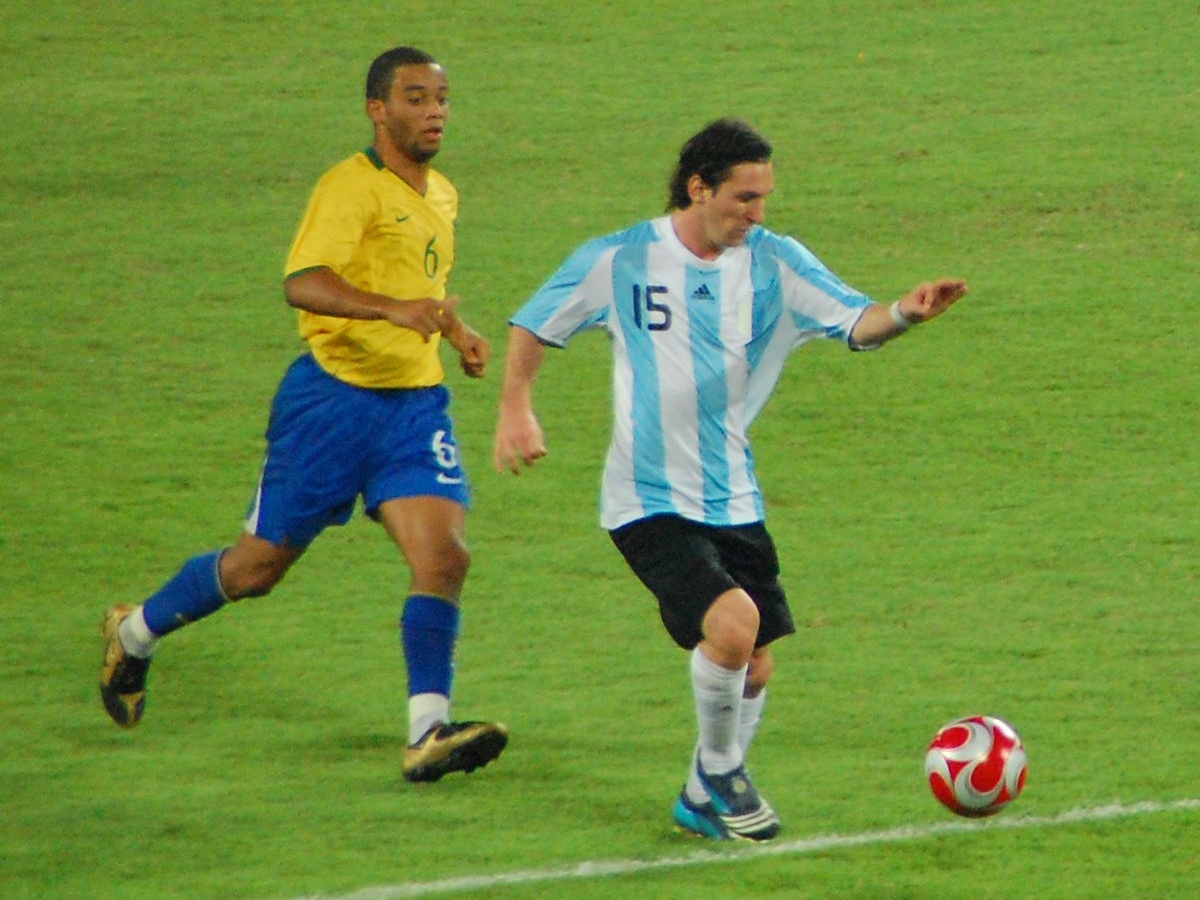
Lionel Messi, trascinatore dell'Argentina alle Olimpiadi del 2008.

L'Argentina saltò Sydney 2000, poiché durante il Torneo Pre-Olimpico si classificò al 3º posto nel girone finale dietro a Brasile e Cile. Quattro anni dopo la vittoria nella competizione preliminare portò la Nazionale bianco-azzurra ad Atene 2004. Nel gruppo C la squadra debuttò l'11 agosto contro la Serbia e Montenegro, sconfiggendola per 6 reti a zero; il 14 agosto la selezione sudamericana superò per 2-0 la Tunisia, con gol di Carlos Tévez e Javier Saviola. La partita di chiusura del girone vide la vittoria argentina sull'Australia con marcatura di D'Alessandro, che diede all'Argentina il primo posto del girone a punteggio pieno. Ai quarti la selezione di Marcelo Bielsa sconfisse per 4-0 la Costa Rica, con tripletta di Tévez, e in semifinale fu l'Italia a essere eliminata dal torneo, grazie al 3-0 in favore degli argentini. La finale si tenne allo Stadio Olimpico di Atene il 28 agosto alle 10:00 di mattina ora locale; fu nuovamente Tévez a risultare decisivo, segnando l'unico gol della partita al 18º minuto. La selezione sudamericana ottenne così la prima medaglia d'oro della sua storia, e il portiere Germán Lux poté fregiarsi dell'imbattibilità per tutto il torneo, non avendo subito alcuna rete nelle 6 gare giocate.
Pechino 2008 vide la qualificazione dell'Argentina non più grazie al Pre-Olimpico, interrotto dalla CONMEBOL, bensì per via del successo dell'Argentina under 20 nel campionato del mondo Under-20 2007. La selezione fu guidata dal tecnico dell'Under-20, Sergio Batista, e fu inclusa nel gruppo A insieme ad Australia, Serbia e Costa d'Avorio. La prima gara fu disputata contro gli africani, che persero per 2-1 a causa delle reti di Lionel Messi e Lautaro Acosta, entrambi membri della selezione vincitrice del Mondiale Under-20; il secondo incontro fu deciso da Ezequiel Lavezzi, che con un gol al 76º bastò all'Argentina per avere la meglio sull'Australia. Ottenuta la qualificazione grazie alla vittoria sulla Serbia per 2-0, l'Argentina superò anche i Paesi Bassi, grazie alle reti di Lionel Messi e di Ángel Di María (su assist di Lionel Messi) che ai tempi supplementari fissò il punteggio sul 2-1 al minuto 105°. La semifinale mise di fronte Brasile e Argentina; quest'ultima vinse grazie alla doppietta di Sergio Agüero e al calcio di rigore del fuoriquota Riquelme. A Pechino, il 23 agosto, la Nazionale di Batista contese alla Nigeria la medaglia d'oro; questa volta, diversamente da ciò che accadde nel 1996, furono i bianco-azzurri ad avere la meglio, grazie al gol di Di María (su assist di Lionel Messi) al 58º minuto. Javier Mascherano è l'unico giocatore ad avere partecipato alle edizioni del 2004 e 2008, ed è quindi l'unico argentino ad avere vinto due ori olimpici nel calcio; è inoltre il primatista assoluto di presenze per la Nazionale olimpica.

### Gli anni 2010

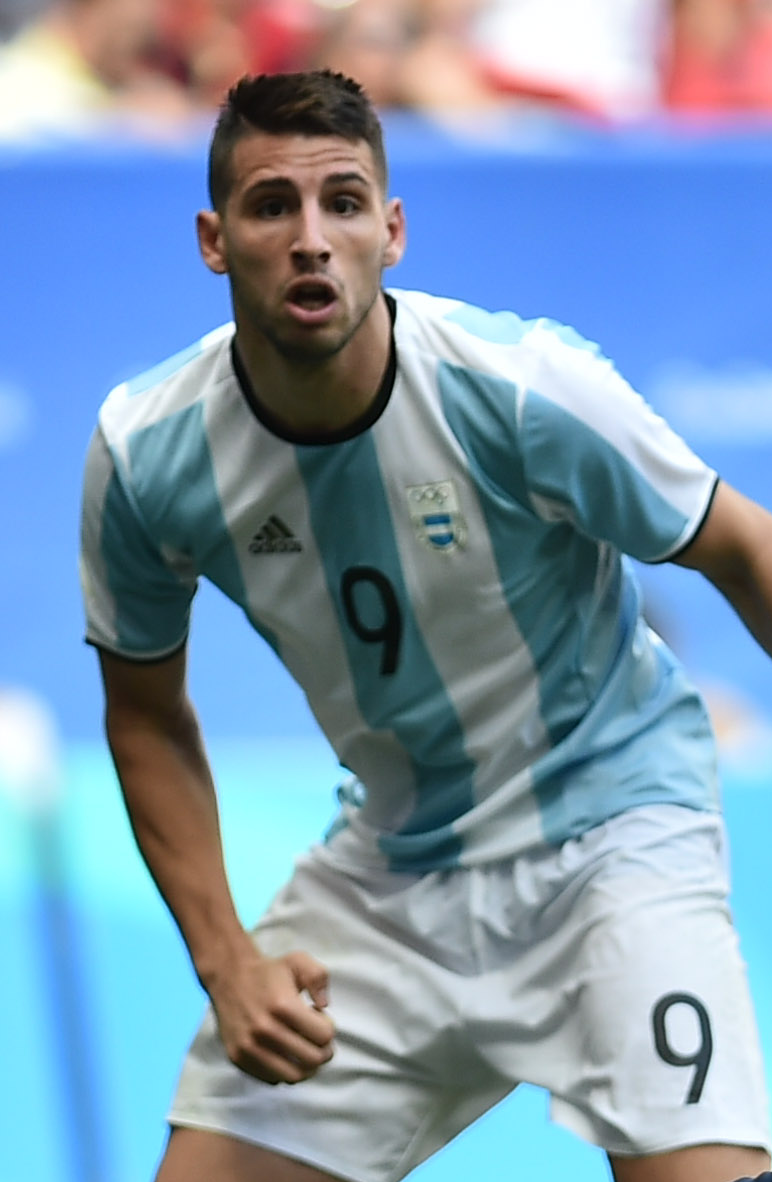
Jonathan Calleri, centravanti dell'Argentina a Rio 2016.

Dopo l'assenza a Londra 2012, l'Argentina partecipa nuovamente al torneo olimpico in occasione di Rio de Janeiro 2016. Tuttavia la spedizione si rivela fallimentare, con la selezione guidata da Julio Olarticoechea che non riesce ad andare oltre la fase a gironi. Alla sconfitta col Portogallo (0-2) seguono infatti una vittoria con l'Algeria (2-1) e un pareggio con l'Honduras (1-1) per un totale di quattro punti che non bastano ad evitare il terzo posto e la conseguente eliminazione.

## Partecipazioni ai tornei internazionali

### Giochi olimpici
| Anno | Luogo             | Piazzamento      | V | N | P | Gol  |
| ---- | ----------------- | ---------------- | - | - | - | ---- |
| 1952 | Helsinki          | Non partecipante | - | - | - | -    |
| 1956 | Melbourne         | Non partecipante | - | - | - | -    |
| 1960 | Roma              | Primo turno      | 2 | 0 | 1 | 6:4  |
| 1964 | Tokyo             | Primo turno      | 0 | 1 | 1 | 3:4  |
| 1968 | Città del Messico | Non partecipante | - | - | - | -    |
| 1972 | Monaco di Baviera | Non qualificata  | - | - | - | -    |
| 1976 | Montréal          | Non qualificata  | - | - | - | -    |
| 1980 | Mosca             | Ritirata         | - | - | - | -    |
| 1984 | Los Angeles       | Non partecipante | - | - | - | -    |
| 1988 | Seul              | Quarti di finale | 1 | 1 | 2 | 4:5  |
| 1992 | Barcellona        | Non qualificata  | - | - | - | -    |
| 1996 | Atlanta           | Argento          | 3 | 2 | 1 | 13:6 |
| 2000 | Sydney            | Non qualificata  | - | - | - | -    |
| 2004 | Atene             | Oro              | 6 | 0 | 0 | 17:0 |
| 2008 | Pechino           | Oro              | 6 | 0 | 0 | 11:2 |
| 2012 | Londra            | Non qualificata  | - | - | - | -    |
| 2016 | Rio de Janeiro    | Primo turno      | 1 | 1 | 1 | 3:4  |
| 2020 | Tokyo             | Primo turno      | 1 | 1 | 1 | 2:3  |
| 2024 | Parigi            | Quarti di finale | 2 | 0 | 2 | 6:4  |

## Tutte le rose

### Giochi olimpici
Calcio ai Giochi Olimpici Estivi 1960P Periotti, P Saldías, D De Ciancio, D Díaz, D Ginel, D Grudiña, D Mattos, D Stauskas, C Bilardo, C Blanco, C Lejona, C Rendo, C Zarich, A Bonnano, A Desiderio, A Lorenzo, A Oleniak, A Pérez, CT: Duchini
Calcio ai Giochi Olimpici Estivi 19641 Cejas, 2 Bertolotti, 3 Sesana, 4 Moráles, 5 Mori, 6 Perfumo, 7 Pérez, 8 Malleo, 9 Bulla, 10 Manfredi, 11 Ochoa, 12 Marín, 13 Sconfianza, 14 Pazos, 15 Brandán, 16 Cabrera, 17 Risso, 18 Domínguez, 19 Tojo, CT: Duchini
Calcio ai Giochi Olimpici Estivi 19881 Islas, 2 Agüero, 3 Airez, 4 Alfaro Moreno, 5 Boggio, 6 Cabrera, 7 Comas, 8 Díaz, 9 Fabbri, 10 Hernández, 11 Lorenzo, 12 Cancelarich, 13 Lucca, 14 Mayor, 15 Monzón, 16 Pérez, 17 Ruidiaz, 18 Russo, 19 Siviski, 20 Bonano, CT: Pachamé
Calcio ai Giochi Olimpici Estivi 19961 Bossio, 2 Ayala, 3 Chamot, 4 Zanetti, 5 Almeyda, 6 Sensini, 7 C. López, 8 Simeone, 9 Crespo, 10 Ortega, 11 Morales, 12 Cavallero, 13 Pineda, 14 Paz, 15 Bassedas, 16 G. López, 17 Delgado, 18 Gallardo, CT: Passarella
Calcio ai Giochi Olimpici Estivi 20041 Caballero, 2 Ayala, 3 Burdisso, 4 Coloccini, 5 Mascherano, 6 Heinze, 7 Saviola, 8 Delgado, 9 Figueroa, 10 Tévez, 11 K. González, 12 Rosales, 13 Medina, 14 Rodríguez, 15 D'Alessandro, 16 L. González, 17 M. González, 18 Lux, 21 Fernández, CT: Bielsa
Calcio ai Giochi Olimpici Estivi 20081 Ustari, 2 Garay, 3 Monzón, 4 Zabaleta, 5 Gago, 6 Fazio, 7 Sosa, 8 Banega, 9 Lavezzi, 10 Riquelme, 11 Di María, 12 Pareja, 13 Acosta, 14 Mascherano, 15 Messi, 16 Agüero, 17 Buonanotte, 18 Romero, 22 Navarro, CT: Batista
Calcio ai Giochi Olimpici Estivi 20161 Rulli, 2 Giannetti, 3 Soto, 4 Gómez, 5 Romero, 6 Cuesta, 7 Pavón, 8 Ascacíbar, 9 Calleri, 10 Correa, 11 Simeone, 12 Werner, 13 Arzura, 14 Lo Celso, 15 Magallán, 16 Vega, 17 Martínez, 18 Espinoza, CT: Olarticoechea
Calcio ai Giochi Olimpici Estivi 20201 Ledesma, 2 Pérez, 3 Bravo, 4 De La Fuente, 5 Vera, 6 Mosevich, 7 Urzi, 8 Colombatto, 9 Gaich, 10 Mac Allister, 11 Barco, 12 Morales, 13 Herrera, 14 Medina, 15 de la Vega, 16 Payero, 17 Belmonte, 18 Ponce, 19 Ortega, 20 Almada, 21 Valenzuela, 22 Blázquez, CT: Batista
Calcio ai Giochi Olimpici Estivi 20241 Rulli, 2 Di Cesare, 3 Soler, 4 García, 5 Fernández, 6 Amione, 7 Zenón, 8 Medina, 9 Álvarez, 10 Almada, 11 Echeverri, 12 Brey, 13 Luján, 14 Hezze, 15 Gondou, 16 Otamendi, 17 Simeone, 18 Beltrán, 19 Quirós, 20 Nardoni, 21 Redondo, 22 Iacovich, CT: Mascherano
NOTA: Per le informazioni sulle rose precedenti al 1952 visionare la pagina della Nazionale maggiore.

### Giochi panamericani
Giochi panamericani 1951P Domínguez, P Rodenak, D Ambrosi, D Glini, D Moussegne, D Olivero, D Seijo, D Simión, C Comaschi, C Cuchero, C Infantino, C Miranda, C Vallone, A Baiocco, A Cupo, A Giarrizzo, A Intini, A Longo, A Martínez, A Mendiburu, A Pellejero, A Seghini, CT: Stábile
Giochi panamericani 1955P Bevilacqua, P Stortini, D Alonso, D Anido, D Claría, C Malazzo, C Molina, C Nuín, C Pegnotti, A Campana, A Maschio, A Menéndez, A Pérsico, A Sanfilippo, A Scialino, CT: Duchini
Giochi panamericani 1959P Saldías, P Spilinga, D Blanco, D Lejona, D Readigós, D Scardulla, D Vázquez, C Basílico, C Bonnano, C De Ciancio, C Díaz, C Migone, C Oleniak, C Stork, C Villafañe, A Corradini, A Pérez, A Rodríguez, A Stelman, CT: Duchini
Giochi panamericani 1963P Cejas, P Miguelucci, D Barale, D Canosa, D Guzmán, D Magliolo, D Salvio, D Vieytez, C Oleniak, C Paflik, C Pérez, C Sanguinetti, C Santiago, C Telch, A Aimonetti, A Cantú, A Ferreño, A Manfredi, A Pueblas, A Sarnari, CT: Duchini
Giochi panamericani 1967P Oriolo, P Traverso, D Bargas, D Dominichi, D Dorado, D Gómez, D Ponce, D Zóttola, D Zuccarelli, C Cremasco, C García Ameijenda, C H. Martínez, C J. Martínez, C Toublac, C Vicente, C García Cambón, A Ponce, A Taverna, A Yazalde, CT: Duchini
Giochi panamericani 1971P Leyes, P Vidallé, D Abdala, D Batocletti, D Lavoratto, D Mendoza, D Montenegro, D Rebottaro, C Berta, C Bongiovanni, C Jorge, C Nogués, A Cabral, A Di Meola, A Oruezábal, A Potente, A Romero, A Scotta, CT: Pizzuti
Giochi panamericani 1975P Suárez, P Vivalda, D Alonso, D Cárdenas, D Espinoza, D Galván, C Ceballos, C Farías, C Fernández, C Gallego, C Maryllack, C Pereyra, C Salinas, C Silva, C Tello, C Valencia, A Fortunato, A Salas, CT: Menotti
Giochi panamericani 1979P Bossio, P O. Quiroga, D Beccerica, D Binello, D Coloccini, D Del Mul, D Ocaño, D Veloso, C Alderete, C Cabrera, C Fredes, C C. Quiroga, C Roldán, C Sosa, A Amuchástegui, A Bocanelli, A Mastrosimone, A Rolfo, CT: Saporiti
Giochi panamericani 1983P Guillén, P Prono, D Ceballos, D Cejas, D Gentile, D Moreno, D Olivera, D Solaberrieta, D Theiler, C Bernio, C Dagametti, C Del Río, C Oficialdegui, C Ortega, A Dezotti, A Funes, A Garnica, A Gutiérrez, CT: Pachamé
Giochi panamericani 1995P Bossio, P Lavallén, D Ayala, D Arruabarrena, D Paz, D Rotchen, D Sorín, C Bassedas, C Cagna, C Gallardo, C Husaín, C Jiménez, C Monserrat, C Ortega, C Zanetti, A Barros Schelotto, A Crespo, A Rambert, CT: Passarella

## Palmarès

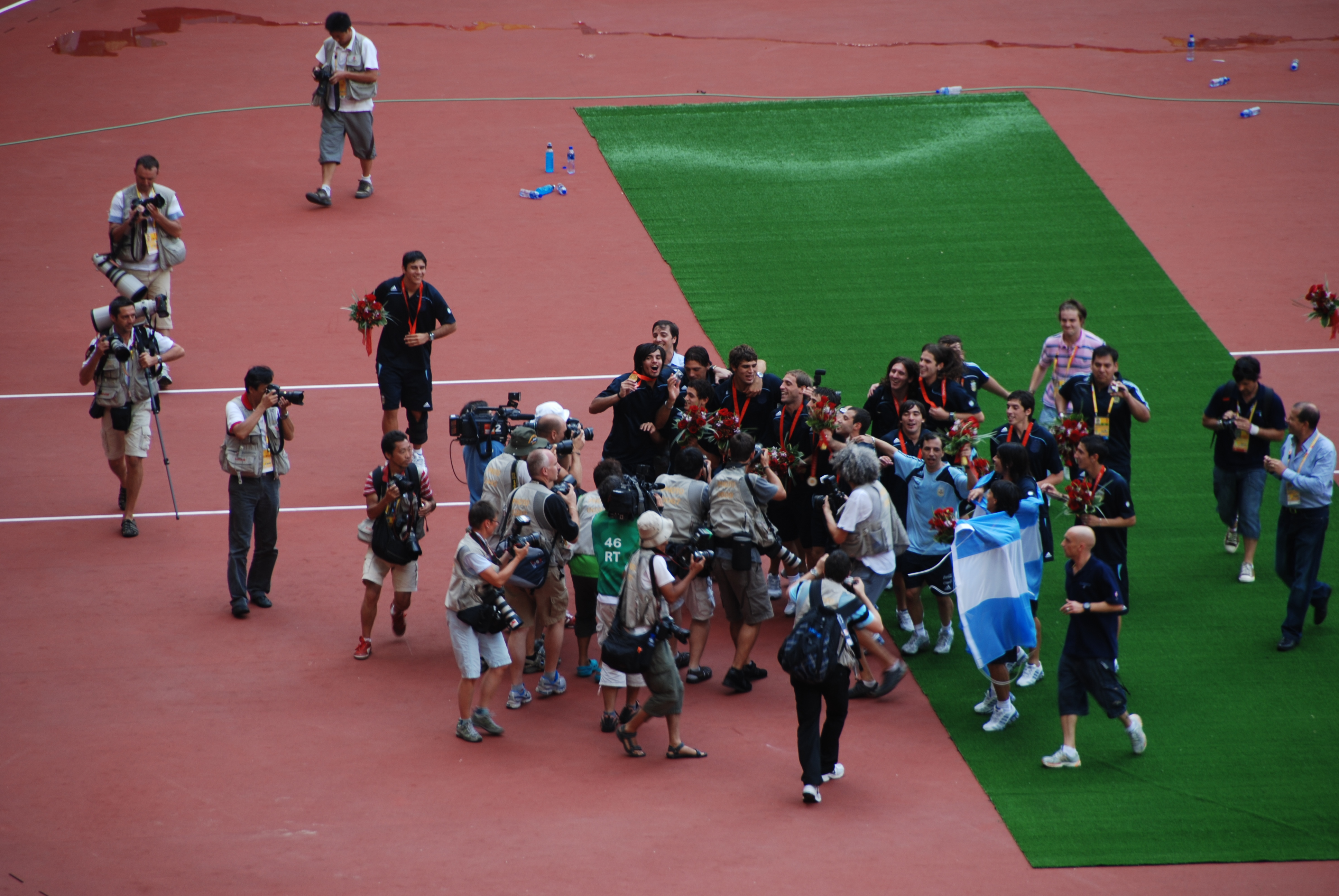
I festeggiamenti per la vittoria della medaglia d'oro a.

- Oro olimpico: 2  (record sudamericano condiviso con il Brasile e l'Uruguay)

Atene 2004, Pechino 2008
- Argento olimpico: 1

Atlanta 1996
- Giochi panamericani: 2

Santo Domingo 2003, Lima 2019
- Torneo Pre-Olimpico CONMEBOL: 5

Perù 1960, Perù 1964, Colombia 1980, Cile 2004, Colombia 2020